# Хидравлика
Хидравликата е част от науката и инженерството, засягаща механичните способности на течностите. Механиката на течностите се използва за създаването, контрола и предаването на енергия, като се използват течности под налягане. Областите на хидравликата включват тръби, турбини, дизайн на бентове, хидроенергия, измерване на течението, ерозия и др. Хидравликата и хидравлично задвижване се използват широко и при автомобилите, камионите, багерите, пътно-строителната техника и др. Некачественият флуид (хидравлично масло) от различни класове и нередовната му смяна води до износване на металните части в една хидравлична система. Води до загуба на налягане, шум и блокиране на системата.
Думата хидравлика произлиза от гръцката дума ὑδραυλικός (хидравликос), която произлиза от ὕδραυλος (хидралос), значеща „воден орган“.

## История
През 1648 г. Блез Паскал полага основата на съвременните открития за използването на силата на флуидите, като открива, че налягане, което се прилага върху произволна точка на затворена несвиваема течност, се предава еднакво във всички посоки през флуида. През 1795 г. Даниел Бернули формулира известния си Принцип на Бернули, който описва поведението на флуид при разливни условия на дебит и височина. Впоследствие той се използва в мрежите от водопроводи под високо налягане. През 1795 г. Джоузеф Брама патентова хидравличната преса. Скоро след това се появяват и първите водноелектрически централи, които произвеждат електроенергия на базата на откритията на Паскал и Бернули.